# Neyraudia montana
Neyraudia montana är en gräsart som beskrevs av Yi Li Keng. Neyraudia montana ingår i släktet Neyraudia och familjen gräs. Inga underarter finns listade i Catalogue of Life.